# Новая Заря (Алтайский край)
Новая Заря — село в Тальменском районе Алтайского края. Входит в состав Ларичихинского сельсовета.

## История
Основано в 1926 г. В 1928 году посёлок Новая Заря №2 состоял из 24 хозяйств, основное население — русские. В административном отношении входил в состав Ново-Еловского сельсовета Тальменского района Барнаульского округа Сибирского края.

## Население
| 1926 | 1997 | 1998 | 1999 | 2000 | 2001 |
| ---- | ---- | ---- | ---- | ---- | ---- |
| 118  | ↗145 | ↘143 | ↗148 | ↘139 | ↗295 |
| 2002 | 2003 | 2004 | 2005 | 2006 | 2007 |
| ↘142 | ↘123 | ↗127 | ↘125 | →125 | ↗130 |
| 2008 | 2009 | 2010 | 2011 | 2012 | 2013 |
| ↘121 | →121 | ↘89  | ↘88  | ↘80  | ↘78  |

Национальный состав
Согласно результатам переписи 2002 года, в национальной структуре населения русские составляли 94 %.